# Maracon
Maracon ist eine politische Gemeinde im Bezirk Lavaux-Oron des Kantons Waadt in der Schweiz. Mit Wirkung auf den 1. Januar 2003 wurde die früher selbstständige Gemeinde La Rogivue mit Maracon zusammengeschlossen.

## Geographie
Maracon liegt auf 843 m ü. M., 4 km ostsüdöstlich von Oron-la-Ville und 19 km östlich der Kantonshauptstadt Lausanne (Luftlinie). Das Bauerndorf erstreckt sich an aussichtsreicher Lage auf einer Kuppe über dem Tal der Broye, in der östlichen Randzone des Waadtländer Mittellandes.
Die Fläche des 4,4 km² großen Gemeindegebiets umfasst einen Abschnitt des Molassehügellandes im Alpenvorland. Die Grenze gegen Südosten bildet der Oberlauf der Broye, die hier im Lauf der Zeit ein kleines Kerbtal in den Molasseschichten geschaffen hat. Von der Broye erstreckt sich der Gemeindeboden nordwärts über einen breiten, allmählich gegen Westen abfallenden Höhenrücken (bis 883 m ü. M. und damit höchster Punkt von Maracon) bis in die Talniederung der Mionne. Im äußersten Nordosten, auf dem ehemaligen Gemeindegebiet von La Rogivue, befindet sich das Moor- und Sumpfgebiet Les Mosses. Von der Gemeindefläche entfielen 1997 6 % auf Siedlungen, 22 % auf Wald und Gehölze, 69 % auf Landwirtschaft und rund 3 % war unproduktives Land.
Zu Maracon gehören das Dorf La Rogivue, der Weiler La Coudre (840 m ü. M.) nördlich des Dorfes sowie mehrere Einzelhöfe. Nachbargemeinden von Maracon sind Oron im Kanton Waadt sowie Saint-Martin, Semsales, Châtel-Saint-Denis und Remaufens im Kanton Freiburg.

## Bevölkerung
Mit 567 Einwohnern (Stand 31. Dezember 2023) gehört Maracon zu den kleinen Gemeinden des Kantons Waadt. Von den Bewohnern sind 93,3 % französischsprachig, 3,4 % deutschsprachig und 0,7 % englischsprachig (Stand 2000). Die Bevölkerungszahl von Maracon belief sich 1900 auf 398 Einwohner. Danach wurde durch stetige Abwanderung bis 1970 eine Abnahme auf 210 Einwohner verzeichnet; seither stieg die Bevölkerungszahl wieder markant an und verdoppelte sich innerhalb von 30 Jahren.

## Wirtschaft
Maracon war bis in die zweite Hälfte des 20. Jahrhunderts ein vorwiegend durch die Landwirtschaft geprägtes Dorf. Noch heute haben der Ackerbau und die Viehzucht einen wichtigen Stellenwert in der Erwerbsstruktur der Bevölkerung. Weitere Arbeitsplätze sind im lokalen Kleingewerbe und im Dienstleistungssektor vorhanden. Durch den Bau mehrerer Einfamilienhäuser in den letzten Jahrzehnten hat sich das Dorf auch zu einer Wohngemeinde entwickelt. Viele Erwerbstätige sind deshalb Wegpendler, die vor allem in Lausanne und Vevey arbeiten.

## Verkehr
Die Gemeinde liegt abseits größerer Durchgangsstrassen an einer Verbindungsstrasse von Palézieux nach Semsales. Durch einen Postautokurs, der von Oron-la-Ville via Palézieux nach Semsales verkehrt, sind Maracon und La Rogivue an das Netz des öffentlichen Verkehrs angebunden.

## Geschichte
Die erste urkundliche Erwähnung von Maracon erfolgte 1236 unter dem Namen Montimarascon, abgeleitet von den lateinischen Wörtern mons (Berg) und mariscum (Sumpf, Moor). Später erschienen die Bezeichnungen Morascon (1287), Monracot (1290) und Montracot (1292).
Ein Teil von Maracon gehörte im Mittelalter der Herrschaft Palézieux, der andere Teil der Familie Champion. Diese verkaufte ihren Anteil 1547 an Bern. Nach der Eroberung des Waadtlandes durch Bern kam das Dorf im Jahr 1557 an die bernische Landvogtei Oron. Nach dem Zusammenbruch des Ancien Régime gehörte Maracon von 1798 bis 1803 während der Helvetik zum Kanton Léman, der anschließend mit der Inkraftsetzung der Mediationsverfassung im Kanton Waadt aufging. 1798 wurde es dem Bezirk Oron zugeteilt. 1872 kamen der am Dorfrand von Ecoteaux gelegene Weiler Very und das ehemalige Schloss zum Gemeindegebiet von Maracon. Am 1. Januar 2003 wurde das früher selbständige La Rogivue nach Maracon eingemeindet, wobei Maracon ein neues Wappen erhielt. 

Altes Wappen von Maracon

Wappen von La Rogivue

Neues Wappen von Maracon

## Sehenswürdigkeiten

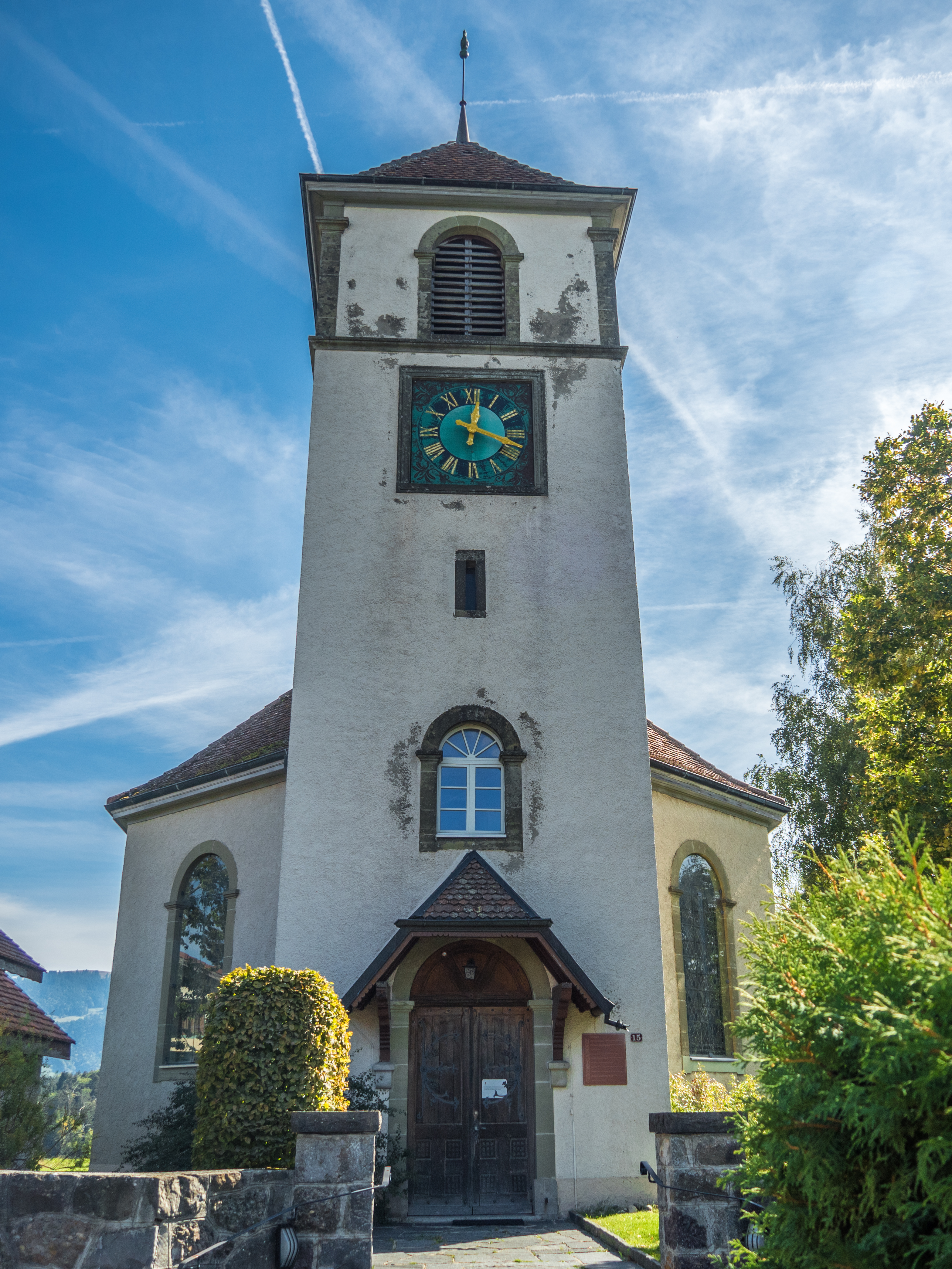
Pfarrkirche von Maracon

Die heutige Pfarrkirche von Maracon wurde 1822 im Stil des Klassizismus erbaut. Sie steht an der Stelle eines Vorgängerbaus. Im Schulhaus befindet sich noch eine Glocke (1602) dieses früheren Gotteshauses. Im Ortskern sind noch einige stattliche Bauernhäuser aus dem 18. und 19. Jahrhundert erhalten.